# Oparara Basin Arches

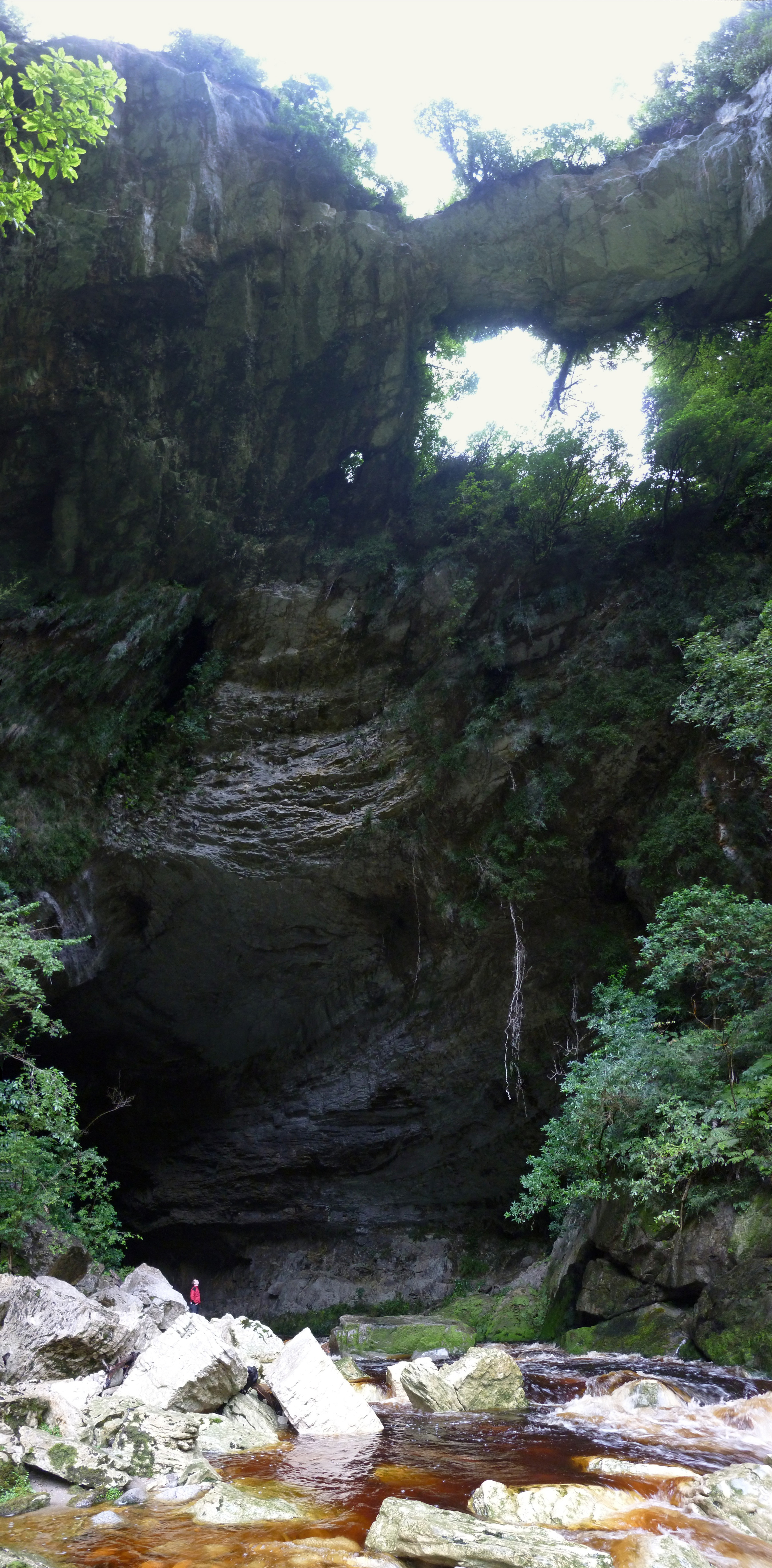
Überblick über den Oparara Arch

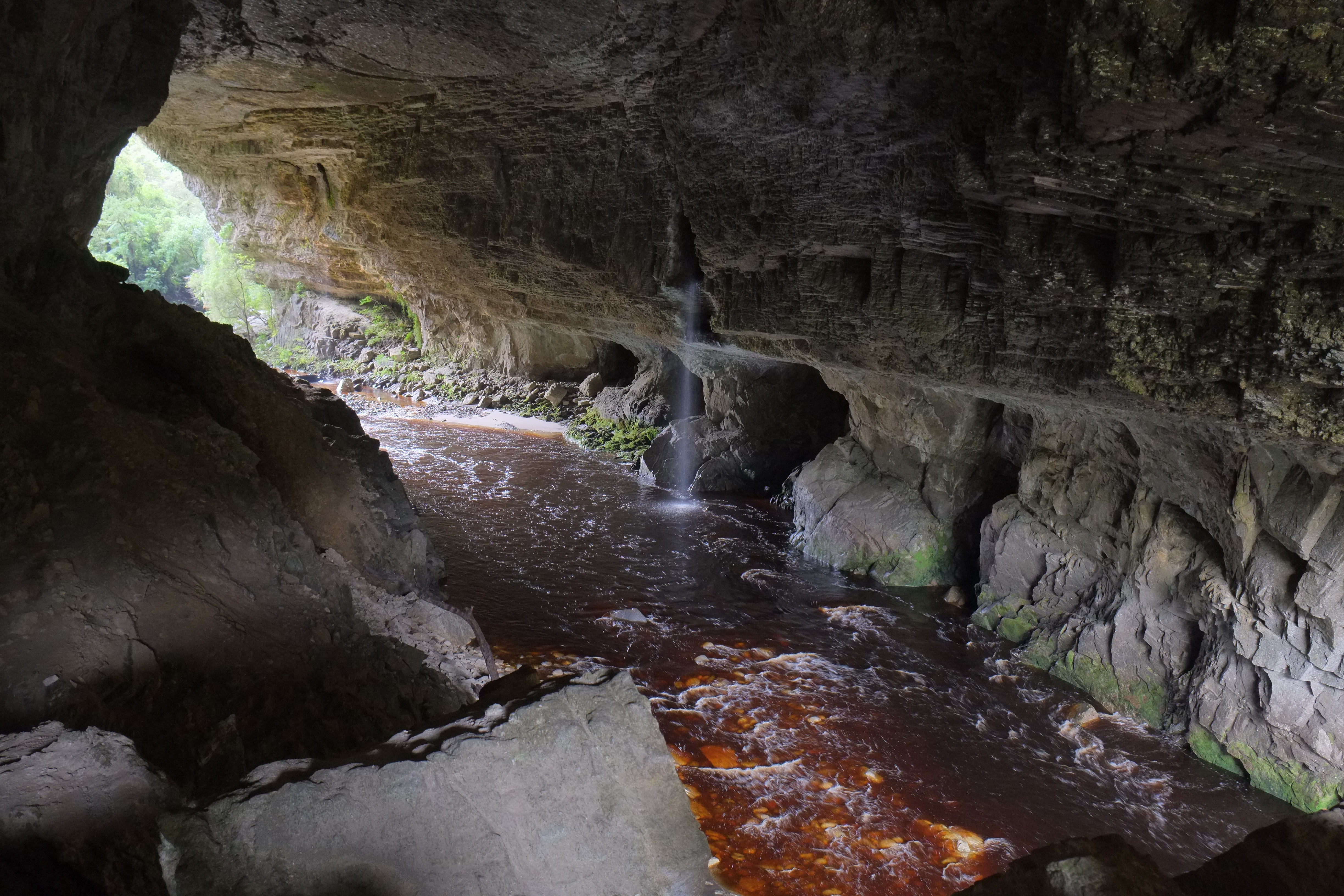
Oparara Arch, der Fluss ist durch Tannine rötlich gefärbt

Die Oparara Basin Arches sind mehrere Kalksteintunnels und -bögen im Buller District in der Region West Coast auf der Südinsel Neuseelands. Sie werden vom Ōpārara River durchflossen. Die Bekanntesten sind der Oparara Arch und der kleinere Moria Gate Arch.
Die Bögen können über eine etwa 12 km lange Forststraße von der Hauptstraße etwa 9 km nördlich von Karamea erreicht werden. An einer Brücke über den Opara River befindet sich ein Parkplatz mit Unterstand und Toiletten. Von hier aus können die Bögen zu Fuß erreicht werden. Es gibt in der Umgebung auch Mountain Bike-Tracks und einen Gebirgssee.

## Oparara Arch
Der Oparara Arch ist der größte natürliche Felsbogen auf der Südhalbkugel der Erde. Die vom Department of Conservation veröffentlichten Abmessungen sind 219 Meter Länge, bis 79 Meter Breite und 43 Meter Höhe.
Der südliche Eingang des Oparara kann in einer halbstündigen Wanderung den Ōpārara River hinauf erreicht werden. Der Weg geht etwa ein Drittel der Tiefe in den Bogen hinein und endet mit einigen Stufen und einer Aussichtsplattform. Nach Regenfällen entsteht in der Mitte des Felsbogens ein kleiner Wasserfall. Flussab befindet sich vor dem Hauptbogen ein weiterer, 10 Meter langer Felsbogen mit etwa 10 Metern Abstand zum Hauptbogen. Im Bereich um den Aussichtspunkt kann eine beginnende Entstehung von Stalaktiten und Stalagmiten beobachtet werden.

## Moria Gate Arch

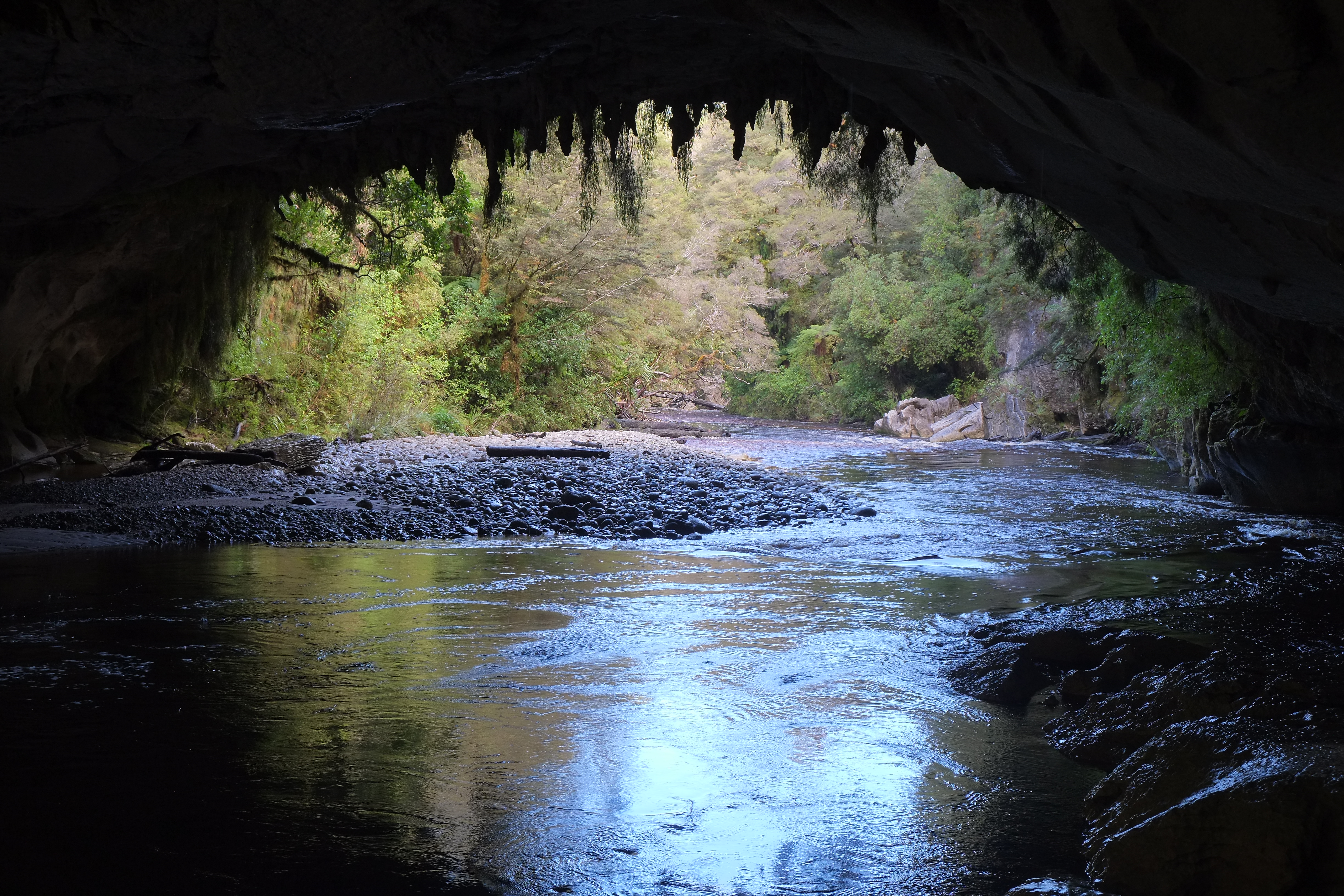
Ōpārara River am Ausgang des Moria Gate Arch

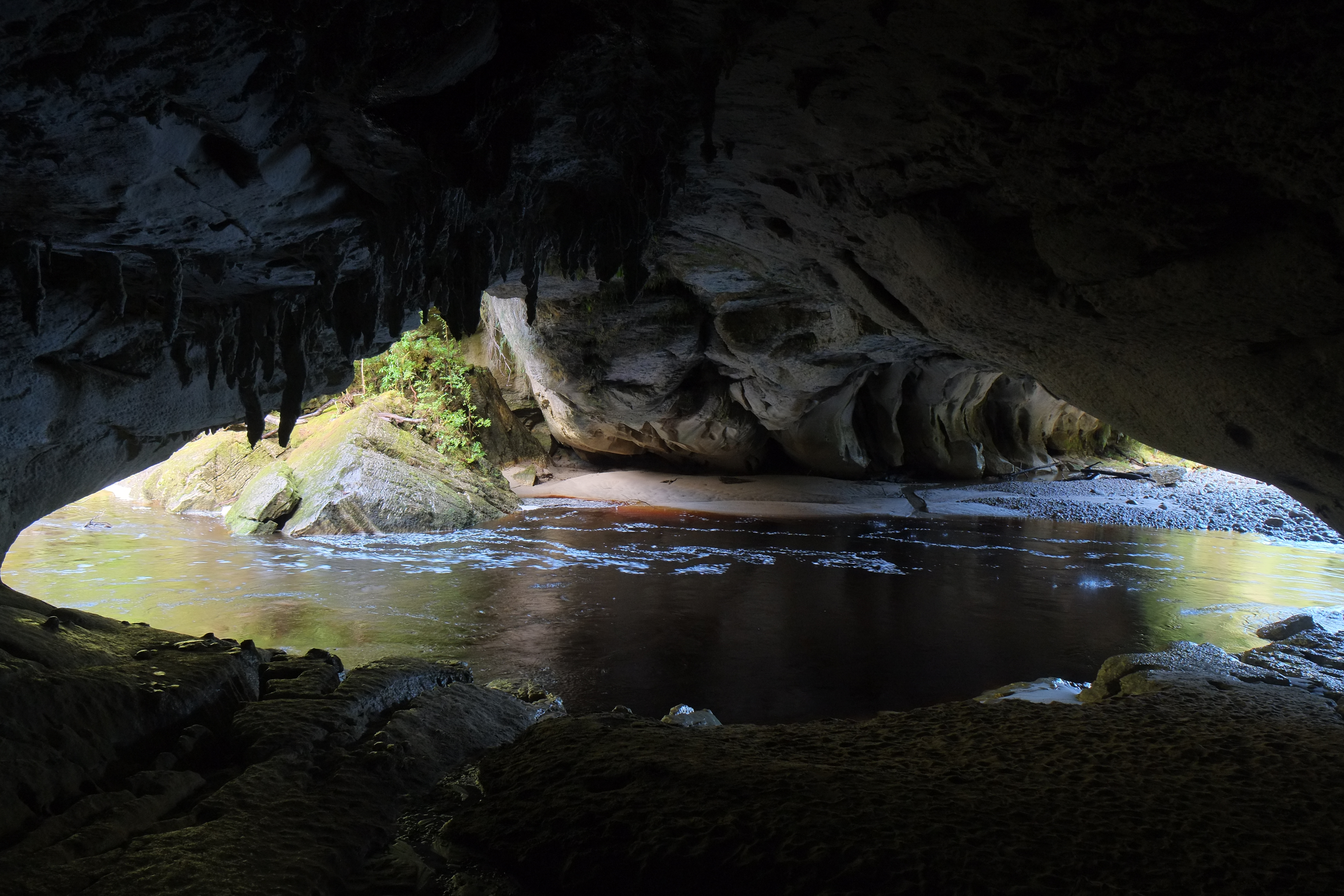
Im Inneren des Moria Gate Arch; der Ōpārara River fließt von links nach rechts

Der Moria Gate Arch ist kleiner und kann vom Parkplatz über einen anderen Pfad erreicht werden. Der 1,5 Stunden lange Rundweg führt zum Moria Gate Arch und dem Moria Gate Mirror Tarn, beide Namen wie auch andere Ortsnamen in der Umgebung sind inspiriert vom Buch Herr der Ringe.
Der Felsbogen kann in einem halbstündigen Fußmarsch erreicht werden. Der Zugang in die Höhle ist mit einer Kette und Geländern abgesichert. Der Rundweg setzt sich über den Felsbogen hinweg fort und führt zu einem Aussichtspunkt am oberen Zugang zum Bogen. Ein Teil des Weges zwischen dem Abzweig in die Höhle und dem Aussichtspunkt ist mit Pflastersteinen belegt, die Fußabdrücke von Moas darstellen.
Der Moria Gate Arch ist 19 Meter hoch und 43 Meter breit, seine Decke ist mit Stalaktiten und Wurzeln bedeckt.

## Honeycomb Hill Arch
Der Honeycomb Hill Arch ist nur mit dem Kajak zugänglich und liegt im nur mit Erlaubnis zugänglichen Teil des Kahurangi National Park. Der vom Fluss durchflossene Teil setzt sich in dem 14 km langen Höhlensystem der Honeycomb Hill Caves fort. Hier befinden sich mehrere bedeutsame Fundstätten von Subfossilien von Moaknochen.